# Да илядиш
„Да илядиш“ („да доживееш 1000 години“) е българска фраза, използвана като пожелание за дълголетие. Има своите аналози и вариации в други държави – „10 000 години“, „9 000 години“ и „1000 години“ в Източна Азия (Китай, Япония, Корея и Виетнам), „100 години“ в Полша и др.
В различни източноазиатски езици фразата „десет хиляди години“ се използва за пожелание за дълъг живот и обикновено се превежда като „дълъг живот“ (на английски: Long live). Фразата възниква в древен Китай като израз, използван за пожелаване на дълъг живот на императора. Поради политическото и културно влияние на Китай в района, и по-специално на китайския език, в много източноазиатски езици се появяват сродни фрази с подобни значения и модели на употреба. В някои страни тази фраза обичайно се използва, за да изрази чувство на триумф, обикновено извикано от тълпи.
Посланието е подобно на „Многоя лета“, което е версия на византийски литургичен химн.

## България
Еквивалентът на пожеланието за дълголетие, измеримо с трудно изброим брой години живот, е българската фраза „да илядиш“ („да доживееш 1000 години“).

## Полша
В Полша се използва фразата „сто години“ („sto lat“), по която има едноименна традиционна полска песен, пята по повод отправяне на пожелания. Текстът е повторение на пожеланието „100 години да живееш!“.

## Китай
В китайския език „десет хиляди“ или „безброй“ е най-големият числов порядък в обща употреба и се използва повсеместно като синоним на „неопределено голям брой“. По този начин терминът wansui (萬歲), буквално означаващ „десет хиляди години“, се използва, за да опише много дълъг живот на човек.
Въпреки че Цин Шъхуан също е пожелал „десет хиляди поколения“ за своята империя, използването на wansui вероятно е измислено по време на династията Хан. През 110 г. пр.н.е. император Хан Уди се обръща с фразата „Wansui“ към планината Сонг. Според легендата самата планина Сонг извикала фразата, за да се обърне към императора. По време на династията Тан тя се използва изключително за обръщение към императора като молитва за дългия му живот и царуване. След това, по време на периода на Петте династии и десетте царства, използването ѝ временно е разширено, за да включи някои по-високопоставени членове на императорския двор, но тази традиция е относително краткотрайна: в по-късната имперска история използването ѝ за обръщение към някого, различен от императора, се смята за акт на размирица и следователно е силно опасно. По време на някои царувания на слаби императори, могъщи евнуси като Лиу Джин и Уей Чжунсян заобикалят това ограничение, като се самоназовават с jiǔ qiān suì (九 千歲, буквално „9 000 години“), за да покажат своите високи позиции, които са били близо до или дори надвишаващи императорската, като същевременно остава уважаваща титлата на императора.
Традиционно, към императрицата-консорт и към императрици вдовици се обръщат с „хиляда години“ (千歲), а не с „десет хиляди години“, което е запазено за императора. Обаче към императрицата вдовица Cixi, де факто върховният владетел на Китай от 1861 до 1908 г., обръщението е с „десет хиляди години“. Няколко нейни снимки показват банер на нейния litter (превозно средства без колела, носено на ръце) с надпис: „Настоящата Света Майка, императрица вдовица на Великия Цин, [ще живее и ще царува] десет хиляди години, десет хиляди години, десет хиляди от десет хиляди години“ (大 清 國 當今 聖母 皇太后 萬歲 萬歲 萬 萬歲). Императорът е адресиран като „Властелин на десет хиляди години“ (опростен китайски: 万岁 爷; традиционен китайски: 萬歲 爺; пинин: Wànsuìyé).

## Япония
Китайският термин е въведен в Япония като банзай (кана: ば ん ざ い; канджи: 万 歳) през 8 век и е използван за изразяване на уважение към императора по същия начин, както неговата сродна китайска фраза.
Още по-рано обаче, според Nihongi, по време на управлението на императрица Kōgyoku, 642 г., 8-и месец, 1-ви ден:
```
Императорът напредва към речния извор Минабучи. Тук (и) той коленичи и се помоли, поклонявайки се към четирите квартала и гледайки към Небето. Направо имаше гръмотевици и силен дъжд, който в крайна сметка падна в продължение на 5 дни и изобилно застила Империята. След това селяните в цялата империя извикаха в един глас: „Банзей“ и казаха „император с превъзходна добродетел“.
```

По-късно Банзей е възроден като банзай (Кана: ば ん ざ い) след възстановяването на Мейджи. Банзай като официален ритуал е установен при обнародването на конституцията на Мейджи през 1889 г., когато студентите от университета извикват на глас „банзай“ пред каретата на императора.
Приблизително по същото време банзай също започва да се използва в контексти, несвързани с императора. Например поддръжниците на „Движението за свобода и права на хората“ започват да крещят „Jiyū banzai“ (кандзи: 自由 万 歳; кана: じ ゆ う ば ん ざ い, или, грубо казано, „Да живее свободата“) през 1883 г.
По време на Втората световна война „банзай“ или пълната му форма Tennōheika Banzai! (天皇 陛下 万 歳, „Да живее негово величество императорът“) служи като своеобразен боен вик за японски войници. В идеалния случай пилотите-камикадзе биха извикали „banzai!“ докато сблъскват самолетите си във вражеските кораби; въпреки че японската популярна култура е изобразила тази романтизирана сцена, не е известно дали някой пилот действително го е направил. Потвърденото му използване от сухопътни войски обаче се чува в многобройни битки по време на Тихоокеанската кампания, когато японски пехотни части атакуват позициите на съюзниците. В резултат на това терминът „banzai charge“ (буквално „банзай заряд“ или алтернативното „banzai атака“) става разговорно название сред англоговорещите войници и остава най-широко разбираемият контекст на термина на Запад и до днес.

### Съвременна употреба
Традиционно възгласът „banzai“ (грубо преведено като „ура“, буквално преведено като „десет хиляди години“) е израз на ентусиазъм и тълпите, извикващи думата три пъти с ръце, протегнати над главите им, изпълняват традиционната японска форма на аплодисменти. По-формално думата се извиква три пъти по време на разпускането на Камарата на представителите, а също и като акламация при интронизацията на японския император.

## Корея
Същият термин се произнася на корейски manse (корейски: 만세; Hanja: 萬歲). В Сила той е използван като непринудено възклицание. То е било част от епохата на името Taebong, едно от Късните три царства, обявено от краля Gung Ye през 911 г. По време на Joseon, корейците използват cheonse (корейски: 천세; Hanja: 千歲, „хиляда години“) в зачитане на десет хиляди години на китайския император.
През XX век различни протести срещу японската окупация използват термина в техните имена, включително вестник за независимост, създаден през 1906 г., „Първомартенско движение“ от 1919 г. и „Десетоюнско движение“ от 1926 г.
В Северна Корея „manse“ се използва за да се пожелае дълъг живот на Ким Чен Ир и на политическите принципи на баща му Ким Ир Сен. Сега се използва за пожелание на дълъг живот на Ким Чен Ун. Подобно на „banzai charge“, използвано от японските военнослужещи по време на Тихоокеанската война, Корейската народна армия използва Widaehan Suryŏng Kim Ilsŏng Janggun Manse! (위대한 수령 김일성 장군 만세; 偉大 한 首領 金日成 將軍 萬歲; „Да живее Великият вожд, генерал Ким Ир Сен“) като зареждаща мантра по време на Корейската война.
Използва се и като непринудена прокламация, често използвана като английски еквивалент на „Победа“ (Victory).

## Виетнам
На виетнамски „vạn tuế“ е изразът, сроден на китайския „wàn suì“ и е китайско-виетнамския прочит на китайското 萬歲. Тази дума обаче рядко се използва в съвременния език, като вместо това се появява само в контексти, свързани с Китай (например в „vạn tuế, vạn tuế, vạn vạn tuế“ – сравнение с китайската употреба, по-горе). В други ситуации вместо него се използва „muôn năm“ и често се чува в комунистически лозунги, като „Hồ Chí Minh muôn năm!“ („Дълъг живот на Хо Ши Мин“) и „Đảng cộng sản muôn năm!“ („Да живее комунистическата партия“). Точно като японското „банзай“, той се казва 3 пъти.
- Muôn е старокитайско-виетнамският прочит на китайския символ 萬 (китайско-виетнамски прочит: vạn).[12]
- Tuổi е старото китайско-виетнамско четиво на китайския символ 歲 (китайско-виетнамско четене: tuế).[13] Произхожда от произношението на този символ в среднокитайски.[14]
- Năm е местна виетнамска дума, която е наследена от пра-монхмерския език (сроден с кхмерски ឆ្នាំ и Mon Mon).[15]

Има много начини да се изпишат думите muôn tuổi, muôn năm в chữ Nôm символи, например:
- muôn tuổi: 萬歲, 𨷈 [⿰ 歲 年], 𨷈 歲, 𨷈 [⿰ 歲 年], [⿱ 万 門] 歲, 門 [⿰ 歲 年] и др.[16]
- muôn năm: 萬年, 𨷈 𢆥 (), 㥃 [⿰ 南林], 門 南 и др.[17]

## Други значения
На португалски думата „banzé“ (както би изглеждала и звучала на португалците в Япония през 16 век), директно взета от японското „банзай“, все още се използва като означение на много шум, създаван от събиране на хора.